# Долішня Вигнанка
Вигнанка — колишнє приміське село в Україні, нині — частина міста Чорткова та Залізничний мікрорайон.

## Географія
У селі є вулиці:
- Вигнанська
- Залізнична
- Замкова
- Левицького
- Мистецька
- Надрічна
- Проїзна
- Рубчакової
- Стрімка
- Теліги
- Чортківська
- Шопена
- Шопена бічна
- провулок Шопена
- Ясна
- Білецька
- Броварова
- Вільшана
- Вокзальна
- Київська
- Підгірна
- Середня
- Січових Стрільців

## Відомості
1 квітня 1930 року приєднане до Чорткова. Знаходилося на лівому березі Серету.
Працює Чортківська загальноосвітня школа № 6.

## Пам'ятки
На території Вигнанки є пам'ятки:
- Чортківський замок[3]
- Церква Вознесіння Христового (1630, дерев'яна)
- Церква Покрови (1905)

## Відомі люди
У селі народилася Розалія Григорівна Федорович (1856—1923) — мати відомої акторки Катерини Рубчакової (до шлюбу Коссак).